# To Ngoc Van (cràter)
To Ngoc Van és un cràter d'impacte en el planeta Mercuri de 71 km de diàmetre. Porta el nom del pintor vietnamita Tô Ngọc Vân (1906-1954), i el seu nom va ser aprovat per la Unió Astronòmica Internacional el 2009.
Va ser descobert el gener de 2008 durant el primer sobrevol del planeta per la sonda espacial MESSENGER.
El seu sòl mostra una característica col·lapse de forma irregular, anomenada «pou central». La mida del pou és de 21 x 10 km. Tal característica es pot haver format pel col·lapse d'una cambra magmàtica subjacent a la part central del cràter. La característica del col·lapse és un anàleg de les calderes volcàniques de la Terra.